# Patrik Baboumian
Patrik Baboumian (1 de julho de 1979 em Abadã, Irão) é um atleta de de força strongman arménio-alemão, actualmente detentor do titulo “O homem mais forte da Alemanha”. É conhecido como sendo um dos vegetarianos mais fortes do mundo. Tornou-se vegetariano em 2005 e vegano em 2011.

## Juventude
Baboumian nasceu em 1 de julho de 1979 em Abadan, filho de pais armênios. Emigrou para a Alemanha com sua mãe e avó aos sete anos. Aos nove anos, ele desenvolveu um interesse pelo treinamento com pesos, o que o levou a se dedicar ao fisiculturismo.

## Carreira
Em 1999, Baboumian ganhou o Campeonato Alemão Júnior de Culturismo da IFBB, e em 2002 foi o Campeão Júnior Geral na Copa Gießen Campions. Baboumian detém o recorde mundial de levantamento de toras (na categoria 105k) com 165 kg (364 libras), bem como o recorde alemão de levantamento de peso pesado de 180 kg (396 libras) e o título de "Homem Mais Forte da Alemanha" (divisão de 105 kg). Desde 2006, ele tem competido em eventos IFSA Strongman.
Em 2007, Baboumian competiu no Campeonato Mundial FSA −105 kg e terminou em 14º lugar. [ citação necessária ]
Baboumian levantou 162,5 kg (358 libras) em sua segunda tentativa no campeonato alemão de levantamento de toras de 2009. No ano seguinte, ele estabeleceu um novo recorde alemão de levantamento de toras de peso pesado com 180 kg (396 libras). Em 2011, Baboumian competiu no campeonato mundial de levantamento de madeira e ficou em 4º lugar, com um novo recorde geral alemão de 185 kg (408 libras). Em 21 de maio de 2011, ele levantou 190 kg (420 libras) na Finlândia, vencendo a competição local. Ele também venceu o "Homem Mais Forte da Alemanha" em 2011, ao vencer a divisão aberta no campeonato alemão.
Em 20 de setembro de 2015, Baboumian bateu seu próprio recorde ao completar a caminhada do jugo com 560 kg (1.230 libras) na Alemanha.